# Maquoketa
Maquoketa település az Amerikai Egyesült Államok Iowa államában, Jackson megyében, melynek megyeszékhelye is. Lakosainak száma 6128 fő (2020. április 1.).

## Népesség
A település népességének változása:

| 2010 | 6 141 |
| 2020 | 6 128 |